# Armadura (construcció)

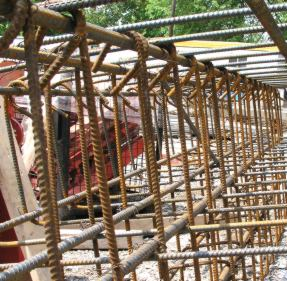
Armadura d'acer corrugat que quedarà col·locada a dins del formigó per incrementar-ne la resistència a tracció.

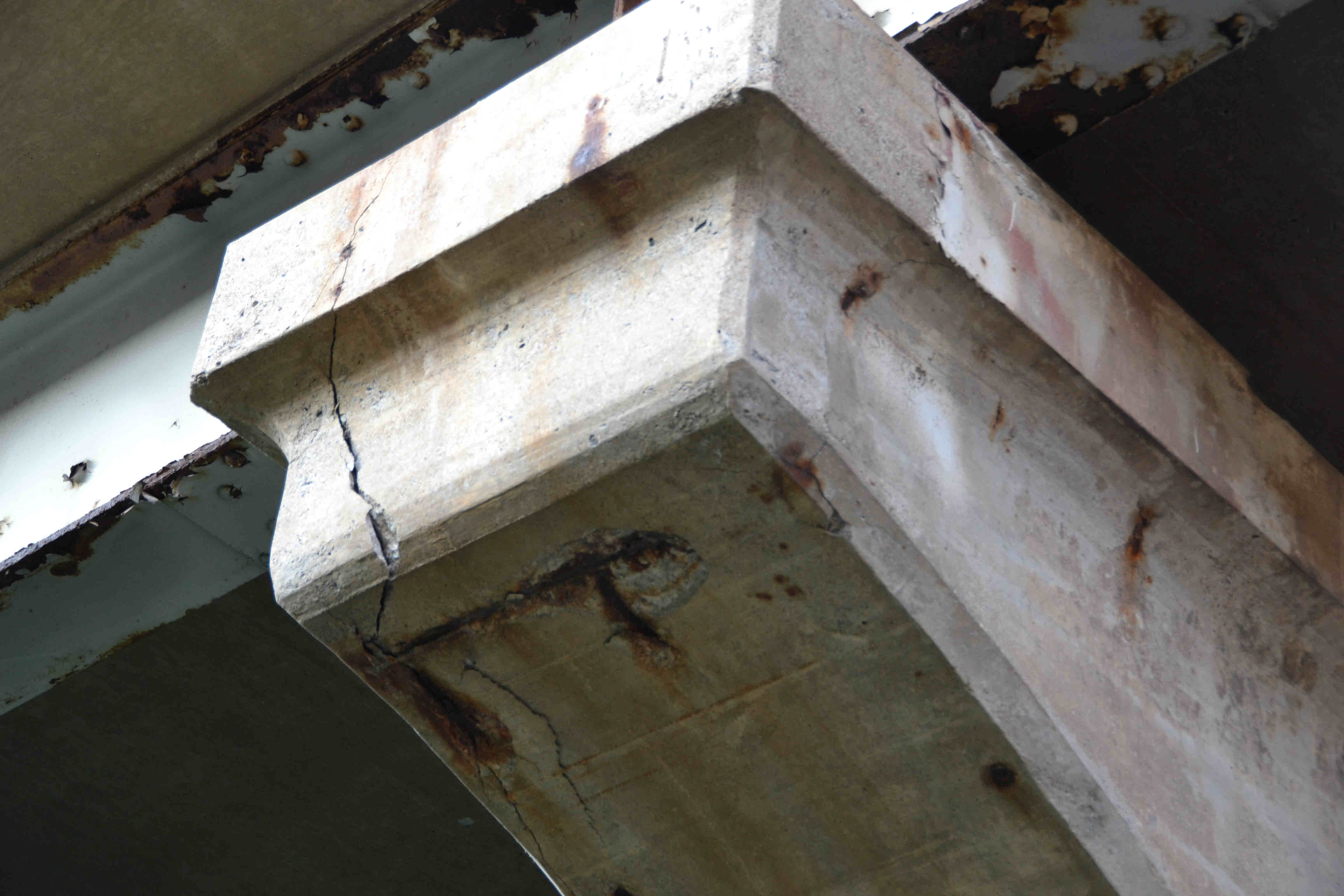
Formigó i armadura corroïda del pont de Queen Elizabeth Way que creua el riu Welland a Niagara Falls (Ontario).

En construcció, l'armadura consisteix en un o diversos objectes, que serveixen per reforçar una estructura. El seu ús més comú és com a mitjà per tensionar el formigó (el que s'anomena formigó armat), i també per reforçar estructures de maçoneria per aguantar el formigó a compressió. L'estructura reforçada s'anomena armat.
L'armadura sol prendre la forma de barres i filferros corrugats (és a dir, amb relleus superficials per augmentar-ne l'adherència) fetes d'acer al carboni.